# Smalahove
Lo smalahove (anche chiamato smalehovud) è un piatto tradizionale del Vestlandet, in Norvegia.

## Etimologia e storia
Il nome del piatto deriva dalla combinazione delle parole norvegesi hove, ovvero una forma dialettale di hovud (hǫfuð), che significa "testa", e smale, ovvero "pecora". Pertanto, smalahove significa letteralmente "testa di pecora".
Originariamente un piatto consumato dai poveri, oggi lo smalahove viene generalmente consumato nel periodo natalizio.

## Descrizione
Per la preparazione di uno smalahove, la pelle e il vello della testa di una pecora vengono bruciati e il cervello rimosso. Successivamente, la testa viene salata e, a volte, affumicata e asciugata. La testa viene quindi bollita o cotta a vapore per circa tre ore. In alcune preparazioni, il cervello viene cotto all'interno del cranio e poi mangiato con un cucchiaio o fritto. Lo smalahove può anche essere accompagnato da vari condimenti fra cui purè di rutabaga e patate, Akvavit, latte acido e birra.
Una porzione di smalahove di solito consiste in metà della testa. L'orecchio e gli occhi vengono normalmente mangiati per primi, poiché sono le zone più grasse e hanno un sapore migliore quando vengono consumati caldi. La testa viene consumata mangiando la carne intorno al cranio, cominciando dalla parte anteriore fino a giungere a quella posteriore.

## Nel diritto
Nel 1998 seguito alla diffusione del morbo della mucca pazza, una direttiva dell'Unione Europea vieta la produzione di smalahove prodotto usando carne di pecore adulte per timore della possibilità di trasmissione di scrapie: una malattia prionica mortale e degenerativa di pecore e capre, che tuttavia non risulta essere trasmissibile agli esseri umani. Oggi è permesso produrre lo smalahove usando le teste degli agnelli.

## Accoglienza
Lo smalahove viene considerato dalla maggior parte delle persone poco attraente o addirittura ripugnante. È per lo più apprezzato dagli appassionati, ed è spesso servito ai turisti. A causa del suo status di cibo "estremo", i turisti lo provano per curiosità. La città norvegese di Voss, in particolare, ha beneficiato dei turisti che desiderano provarlo, «non solo come un piatto rurale nostalgico e autentico, ma anche come un trofeo culinario stimolante che attrae i consumatori alla ricerca del brivido».